# Ponte Kabelsteg
Il Kabelsteg è un ponte pedonale a Monaco di Baviera sul fiume Isar. Si tratta di un ponte a due archi lungo 80 metri e sostenuto da un sopporto centrale. Costruito nel 1898 in Jugendstil dagli ingegneri Adolf Schwieling e Aquilin Altmann, ha un'estetica elegante e leggera dovuta alla finestra ovale nel sopporto centrale della struttura.
Il ponte collega la sponda est del fiume Isar con l'Isola Prater passando sopra il cosiddetto Piccolo Isar, un braccio laterale del fiume. Il collegamento tra l'isola Prater e la sponda ovest dell'Isar è assicurato dal ponte Mariannenbrücke.